# Foraarstoner
Foaarstoner (Deens voor Voorjaarsbloemen) is een verzameling composities van Niels Gade. Het bestaat uit een drietal titels, die niet verwijzen naar drie bloemen, die Gade waarschijnlijk in zijn hoofd had, maar naar tempo-aanduidingen:
- Allegretto
- Andante
- Allegretto

De drie werkjes zijn terug te voeren tot 1840/februari 1841, maar ze werden pas uitgegeven in 1873. Dit zal de reden zijn dat het een laag opusnummer heeft (2b) ten opzichte van een late oplevering.